# Vladimir Radosavljević
Vladimir Radosavljević (ur. 28 czerwca 1983) – czarnogórski zapaśnik walczący przeważnie w stylu klasycznym. Zajął 25. miejsce na mistrzostwach świata w 2009. Dwudziesty na mistrzostwach Europy w 2008 i 2012. Zdobył dwa brązowe medale na igrzyskach śródziemnomorskich w 2009 i siódmy w 2013. Trzeci na mistrzostwach śródziemnomorskich w 2011. Wicemistrz świata w zapasach na plaży w 2010 roku.